# Price Club
Price Club was een Amerikaanse warenhuisketen. Het bedrijf werd in 1976 opgericht en fuseerde in 1993 met zijn concurrent Costco Wholesale. Het oorspronkelijke Price Club-magazijn in San Diego, Californië, is nu een Costco-warenhuis.

## Geschiedenis
Price Club werd in 1975 opgericht door Sol Price nadat hij werd gedwongen om FedMart, een andere winkelketen die hij had opgericht, te verlaten. Price en enkele vrienden investeerden $ 2,5 miljoen om de Price Club op te richten. De eerste vestiging van de Price Club werd geopend op 12 juli 1976 in San Diego, op de voormalige locatie van een productiegebouw dat voorheen eigendom was van Howard Hughes. 

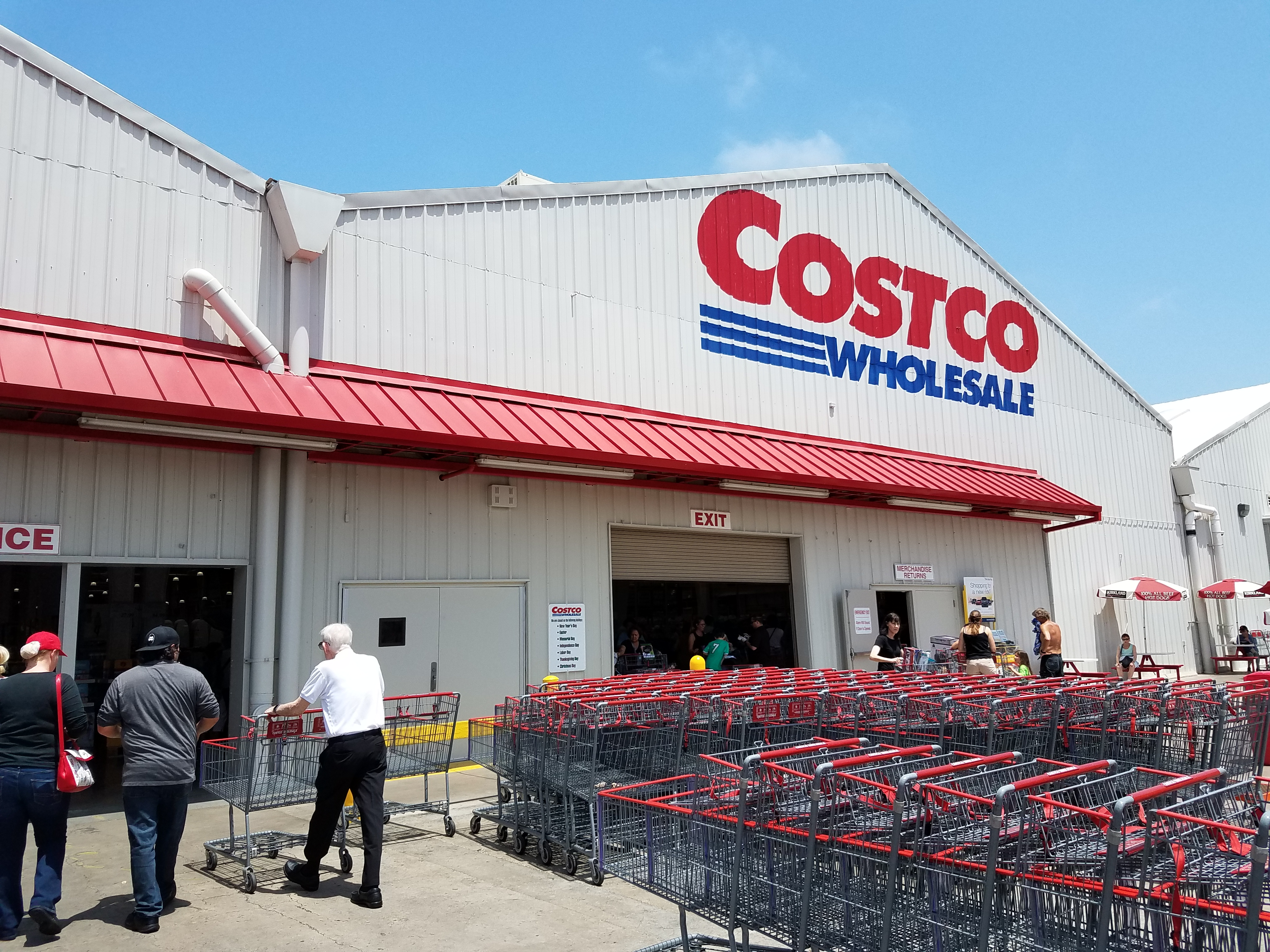
De oorspronkelijke locatie van de Price Club is nu een Costco

Nadat hij FedMart had verlaten, merkte Price dat kleine bedrijven in San Diego ofwel rechtstreeks bij vier of vijf grote groothandels bestelden, ofwel lokaal kochten bij relatief kleine cash-and-carrygroothandels. Daarom werd Price Club oorspronkelijk gepositioneerd als een veel grotere, op volume gerichte versie van het cash-and-carry groothandelsformaat, wat betekent dat potentiële leden wederverkoopcertificaten of beroepsvergunningen moesten overleggen. Het lidmaatschap van de Price Club was aanvankelijk alleen beschikbaar voor zakelijke klanten, maar werd later uitgebreid naar andere groepen, zoals werknemers van lokale bedrijven, non-profitorganisaties en overheden. Het bedrijf rekende klanten een jaarlijkse contributie van $ 25,- waarmee ze in een eenvoudig magazijn bulkproducten tegen gereduceerde prijzen konden kopen. Dankzij de hoge omzet van Price Club kon het bedrijf zijn werknemers hogere lonen betalen en betere voordelen bieden dan de gemiddelde detailhandelaar. Het bedrijf breidde uiteindelijk uit naar 94 locaties in de Verenigde Staten, Canada en Mexico (in joint venture met Controladora Comercial Mexicana ). In 1992 genereerde Price Club een omzet van $ 6,6 miljard en een winst van $ 134,1 miljoen. 
In 1993 fuseerde Price Club met zijn rivaal Costco en het gecombineerde bedrijf werd bekend als PriceCostco. Price Club en Costco bleven aanvankelijk als aparte ketens opereren, waarbij leden van beide ketens in beide winkels konden winkelen. Het jaar daarop werd Price Enterprises echter afgesplitst van het gecombineerde bedrijf en later werd PriceSmart opgericht in Centraal-Amerika, Zuid-Amerika en het Caribisch gebied. In 1997 werd  PriceCostco omgedoopt tot Costco Wholesale Corporation en alle resterende Price Club-filialen kregen een nieuwe naam: Costco.